# ガラクトキナーゼ
ガラクトキナーゼ（英：Galactokinase、EC 2.7.1.6）は、ガラクトースのガラクトース-1-リン酸へのリン酸化を触媒するホスホトランスフェラーゼである。

## 病理学
ガラクトキナーゼの変異によってガラクトース血症のタイプ2（ガラクトキナーゼ欠損症）を引き起こす。